# Аш-Шузур аз-Захабия
Аш-Шузу́р аз-Захаби́я (также: аш-Шузур-уз-Захабийа, аш-Шудур ад-Дахабийа, полное название: араб. الشذور الذهبية والقطع الأحمدية في اللغة التركية‎, аш-Шузур аз-Захабия ва-ль-Кита’ аль-Ахмадия фи-л-Лугат ат-Туркия — Золотой список о тюркском языке) — грамматический справочник о языке мамлюкских кыпчаков. Составил Мулла ибн Мухаммад Салих в начале XVII века (приблизительно в 1619 году) в Египте (рукопись хранится в Стамбуле). В 1949 Бесим Аталай издал книгу в Анкаре.
Справочник состоит из пяти частей:
1. слова, обозначающие действие (они по грамматическим формам разделены на 8 глав);
2. именные слова;
3. способы образования местоимений и числительных;
4. слова, общие для кыпчакского и арабского языков;
5. предложения и словосочетания, взятые из языка османских турок.

В 1517 году, после завоевания Египта турками, язык мамлюкских кыпчаков потерял своё прежнее значение, уступив османскому языку. «Аш-Шузур аз-Захабия» считается одним из последних древних трудов о кыпчакском языке.